# Gunter Demnig

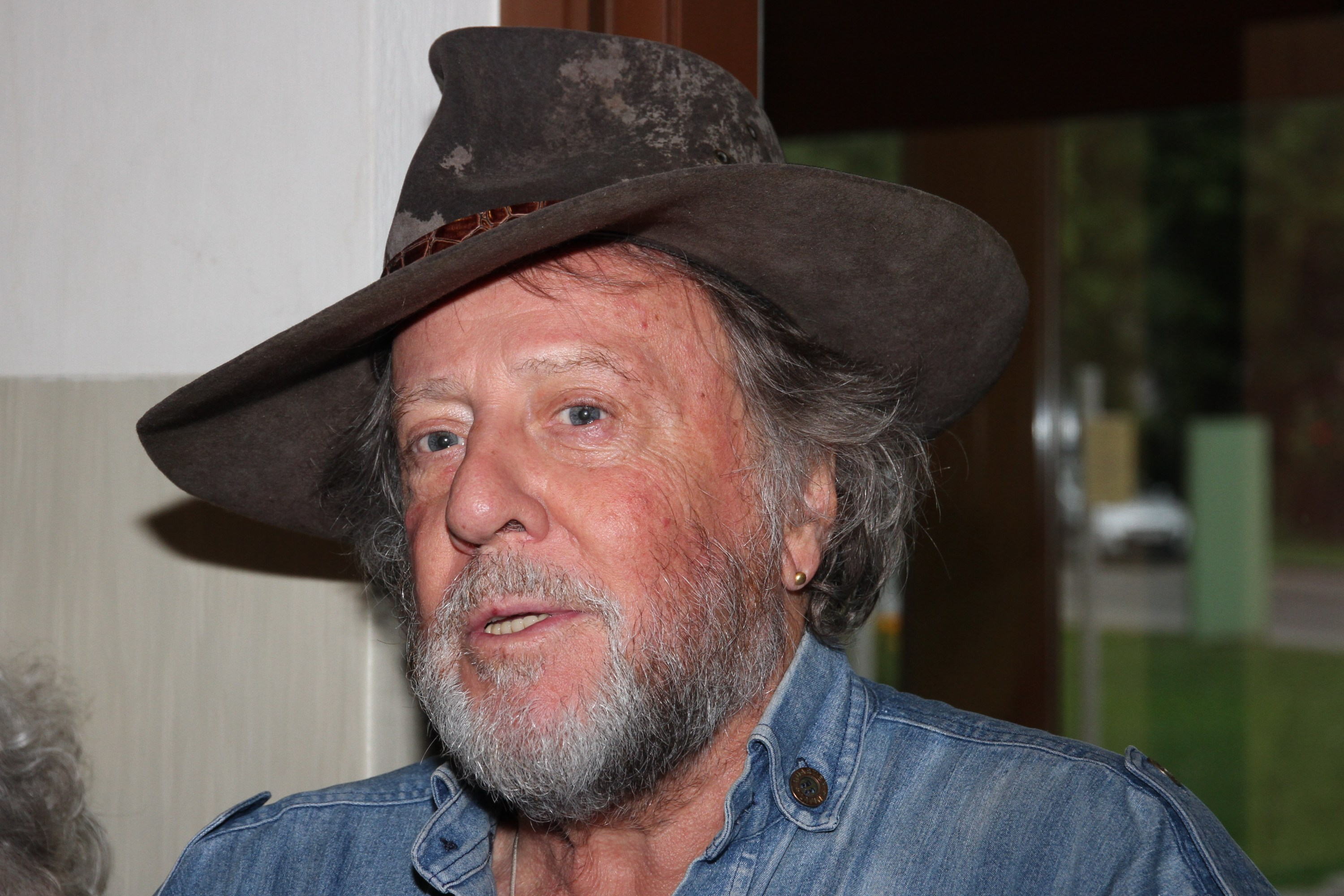
Gunter Demnig (2018)

Gunter Demnig (nascido no dia 27 de outubro de 1947 em Berlim) é um artista alemão conhecido pelo seu projeto "Stolpersteine" (pedras-obstáculo, do alemão: stolpern = tropeçar, Stein = pedra) como uma homenagem às vítimas da perseguição nazista na Alemanha.

## Biografia

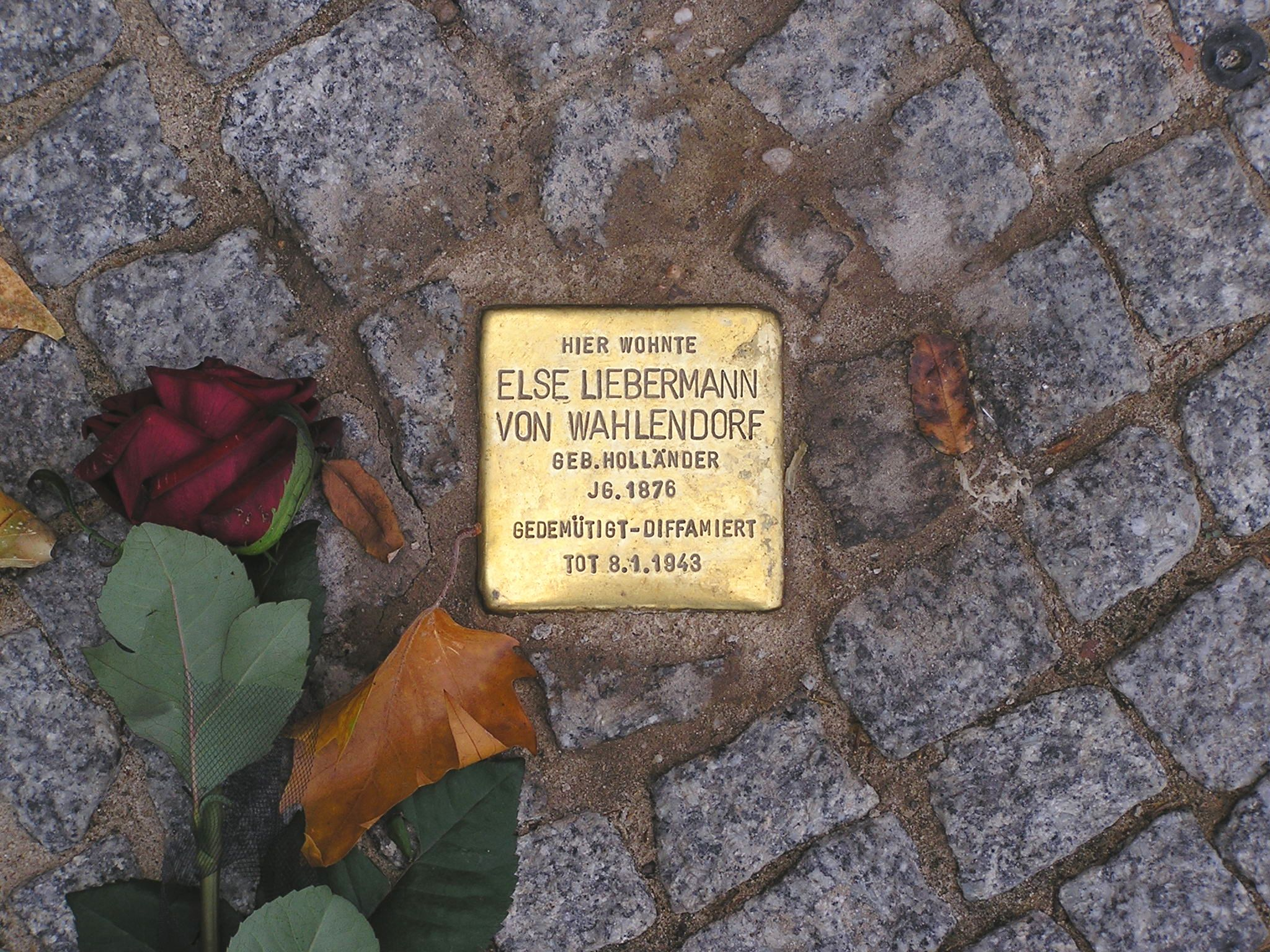
Pedra-obstáculo em Berlin.

Gunter Demnig nasceu em Berlim, onde também cresceu. Concluiu o ensino secundário em 1967. Logo começou a estudar “educação criativa” na Universidade das Artes de Berlim. De 1969 a 1970 estudou desenho industrial e em 1971 mudou para a “Kunsthochschule Kassel”, onde continuou com “educação criativa”. Entre 1977 e 1979 dedicou-se ao planeamento de construção e manutenção de monumentos históricos.
Em 1985 abriu o seu primeiro estúdio em Colónia, onde contribui para vários projetos locais.
A sua obra mais conhecida é o projeto Stolpersteine. Estas pedras são pequenos blocos de latão encaixadas na rua em frente de prédios, onde viviam ou trabalhavam vítimas dos nazistas. As primeiras pedras na Áustria foram instaladas ao convite de Andreas Maislinger, o fundador da Associação de Serviços Alternativos no Estrangeiro. Até hoje há mais de 20.000 pedras em toda a Europa, sendo um dos maiores projetos de comemoração no mundo.